# Kindred: Verbunden
Kindred: Verbunden (Originaltitel: Kindred) ist eine US-amerikanische Dramaserie, basierend auf dem gleichnamigen Roman von Octavia E. Butler aus dem Jahr 1979. Die Premiere der Serie fand am 13. Dezember 2022 auf FX on Hulu statt, einem Bereich innerhalb des US-amerikanischen Streamingdienstes Hulu. Im deutschsprachigen Raum erfolgte die Erstveröffentlichung der Serie am 19. April 2023 durch Disney+ via Star als Original.

## Handlung
Dana James, eine aufstrebende junge schwarze Schriftstellerin, lässt ihr altes Leben hinter sich, um in Los Angeles im Beisein der ihr noch verbliebenen Familie einen Neuanfang zu wagen und sich endlich geborgen zu fühlen. Jedoch läuft alles anders, als sie es sich erhofft hat, und noch bevor Dana sich in ihrem neuen Zuhause richtig eingelebt hat, wird sie von quälenden und wiederkehrenden Träumen heimgesucht, zumindest scheint es von außen betrachtet so zu sein. Doch in Wirklichkeit wird Dana von heftigen Zeitsprüngen geplagt. Immer wieder wechselt sie zwischen der Gegenwart und dem 19. Jahrhundert hin und her. In der Vergangenheit findet sich Dana auf einer Plantage wieder, die sehr eng mit ihrer Geschichte und der ihrer Familie verbunden ist. Während Dana dabei ist, die Zusammenhänge zu verstehen, zieht sich eine epochenübergreifende interethnische Liebesgeschichte durch ihr Leben. Und nach und nach gilt es, das Geheimnis, welches durch ihre Adern fließt und dem sie sich schlussendlich stellen muss, zu lüften.

## Besetzung und Synchronisation
Die deutschsprachige Synchronisation entstand nach den Dialogbüchern von Mara Kaemmel sowie unter der Dialogregie von Holger Wittekindt durch die Synchronfirma Iyuno Germany in Berlin.
| Rolle              | Schauspieler            | Synchronsprecher  |
| ------------------ | ----------------------- | ----------------- |
| Dana James         | Mallori Johnson         | Josephine Schmidt |
| Kevin Franklin     | Micah Stock             | Tommy Morgenstern |
| Thomas Weylin      | Ryan Kwanten            | Marius Clarén     |
| Margaret Weylin    | Gayle Rankin            | Jessica Rust      |
| Luke               | Austin Smith            | Paul Matzke       |
| Rufus Weylin       | David Alexander Kaplan  | Mika Hinz         |
| Sarah              | Sophina Brown           | Julia Vieregge    |
| Olivia             | Sheria Irving           | Julia Blankenburg |
| Nigel              | Christopher Farrar      | Melina Witez      |
| Alice              | Abigail Shannon         | Milena Rybiczka   |
| Winnie             | Amethyst Davis          | Franziska Trunte  |
| Denise             | Eisa Davis              | Diana Borgwardt   |
| Hermione           | Brooke Bloom            | Dina Kürten       |
| Carlo              | Louis Cancelmi          | Frank Schaff      |
| Jake Edwards       | Karson Kern             | Marc Bluhm        |
| Celeste            | Camille Robinson Rogers | Carolin Brunk     |
| Alan               | Charles Parnell         | Oliver Siebeck    |
| Penny              | Elizabeth Stanley       | Andrea Cleven     |
| Charles Broadus    | Drew Matthews           | Dennis Herrmann   |
| Sabina             | Cherrie McRae           | Anne Düe          |
| Verity             | Britt Douyon            | Maria Burghardt   |
| Buzz               | Ethan Hernandez         | Maik Rogge        |
| Daniel             | Adam Bartley            | Sascha Krüger     |
| Hagar              | Khetanya Henderson      | Magdalena Helmig  |
| Dr. West           | David de Vries          | Matthias Klages   |
| Isadora            | Bethany Anne Lind       | Juliane Schöttler |
| Temperance         | Norah Murphy            | Nina Schatton     |
| Peter              | Kenny Arnold            | Frank Kirschgens  |
| Jupe               | Jared Jackson           | François Smesny   |
| Archibald Deighton | Michael Scialabba       | Kevin Kraus       |
| Phillipa Deighton  | Elizabeth Erin Clemente | Lara Brieger      |
| May                | Shannon Lucio           | Tina Haseney      |
| Benjamin Cole      | Bill Murphey            | Frank Kirschgens  |
| Regina             | Donna Biscoe            | Harriet Kracht    |
| Polizistin         | Kate Brown              | Juliane Kindler   |
| Polizist           | Matty Ferraro           | Christian Intorp  |

## Episodenliste
| Nr. | Deutscher Titel | Originaltitel                  | Erstveröffentlichung (USA) | Deutschsprachige Erstveröffentlichung (D/A/CH) | Regie                  | Drehbuch                                    |
| --- | --------------- | ------------------------------ | -------------------------- | ---------------------------------------------- | ---------------------- | ------------------------------------------- |
| 1   | Dana            | Dana                           | 13. Dez. 2022              | 19. Apr. 2023                                  | Janicza Bravo          | Branden Jacobs-Jenkins                      |
| 2   | Sabina          | Sabina                         | 13. Dez. 2022              | 19. Apr. 2023                                  | Amanda Marsalis        | Branden Jacobs-Jenkins                      |
| 3   | Sarah           | Furniture                      | 13. Dez. 2022              | 19. Apr. 2023                                  | Amanda Marsalis        | Joy Kecken                                  |
| 4   | Kevin           | The Waiter from Two Nights Ago | 13. Dez. 2022              | 19. Apr. 2023                                  | Ayoka Chenzira         | Bobak Esfarjani                             |
| 5   | Winnie          | Winnie                         | 13. Dez. 2022              | 19. Apr. 2023                                  | Ayoka Chenzira         | Zenzele Price                               |
| 6   | Celeste         | Celeste                        | 13. Dez. 2022              | 19. Apr. 2023                                  | Destiny Ekaragha       | Joy Kecken & Noah J. Rubenstein             |
| 7   | Jane            | Jane                           | 13. Dez. 2022              | 19. Apr. 2023                                  | Destiny Ekaragha       | Matthew Shire                               |
| 8   | Alice           | Alice                          | 13. Dez. 2022              | 19. Apr. 2023                                  | Alonso Alvarez-Barreda | Branden Jacobs-Jenkins & Noah J. Rubenstein |